# Татарчево

Татарчево је планина у општини Параћин у Поморавском округу у источној Србији. Налази се непосредно изнад места где се река Честобродица улива у Грзу. Поред ње пролази магистрални пут Параћин - Зајечар. Надморска висина планине је 504 метара. Недалеко од ње налази се „Туристичко насеље Грза“ и извори реке Грзе. Планина је обрасла шумом. У подножју планине налази се место Клачевица. Недалеко од ње налази се планински превој Честобродица.